# خالتي فرنسا (فلم)
خالتي فرنسا فيلم كوميدي مصري من إنتاج عام 2004، بطولة عبلة كامل ومنى زكي وعمرو واكد ومها عمار.

## قصة الفيلم
يدور الفيلم حول «بطة» و«وزة»، تعيشان مع خالتهما فرنسا، والتي تعمل «ندابة» في الأحياء الشعبية، وتساعد «بطة» خالتها في عملها التي تعيش من خلاله، ولكن تشترط «بطة» على خالتها أن تبتعد شقيقتها الصغرى عن هذا العمل تمامًا، وأن تكمل تعليمها ثم تتعرف «بطة» على شاب ثرى، وتتوالى الأحداث.

## بطولة
- عبلة كامل
- منى زكي
- عمرو واكد
- مها عمار
- عايدة رياض
- سامي العدل
- أشرف مصيلحي
- محمد يوسف
- طلعت زكريا
- سعيد طرابيك
- ثريا إبراهيم
- محمود عبد المغني
- حسن الديب
- جلال عبد القادر
- أحمد صيام
- فاروق فلوكس
- أسامة عباس
- تامر سمير
- مصطفى هريدي
- بدرية طلبة

## روابط خارجية
- مقالات تستعمل روابط فنية بلا صلة مع ويكي بيانات